# Геутваль, Клавдия Ивановна
Геутваль, Клавдия Ивановна (чук. Гэвытваал, 1930—2002) — чукотская сказительница, песенница и поэтесса. Заслуженный работник культуры РСФСР.

## Биография
Родилась Клавдия Ивановна 10 апреля 1930 года в стойбище Мыльгувеемской долины. Была девятым ребёнком в семье. В 1940 году пошла в школу с одним из старших братьев. Начальная школа находилась на мысе Шелаурова. Маленькая Геутваль была отличницей, стала одной из первых пионерок в тундре.
В 1941 году умер отец Геутваль — Эттыкай, и её отправили в школу-интернат в Певеке. В интернате она помогала взрослым шить одежду для бойцов Красной Армии. Школу-восьмилетку окончила в 1948 году.
В 1952 году Клавдия Ивановна Геутваль стала членом партии. После окончания двухгодичных парткурсов в Анадыре она возглавила женотдел Чаунского райкома партии. В дальнейшем работала секретарем сельского совета, затем председателем, возглавляла парторганизацию совхоза «Певек» в Усть-Чауне. В 1970-е годы была старейшим депутатом сельского совета.
Клавдия Ивановна отлично знала обычаи и нравы местного населения, способствовала сохранению культуры, обычаев и традиций коренного населения. Регулярно выступала с песнями и стихами собственного сочинения со сцены, на окружном и областном радио, по телевидению.
В 1977 году Клавдия Ивановна щедро поделилась накопленным материалом с учеными этнографической экспедиция доктора исторических наук И. С. Гурвича, получила благодарственное письмо за помощь.
В 1978 году Геутваль получила первое приглашение на «Мосфильм» в качестве консультанта на съемки фильма «Территория» по роману Олега Куваева, в фильме Клавдия Ивановна исполняет песню о Чукотке. В 1982 году возвращается на «Мосфильм», для озвучивания фильма «Белый шаман» по одноимённому роману Николая Шундика.
В апреле 1983 году Геутваль принимала участие в III Всероссийском семинаре молодых литераторов народностей Севера и Дальнего Востока в Магадане.
В 1990-х годах, как и многие пенсионеры, Клавдия Ивановна сильно нуждалась, голодала. Умерла в 2002 году.
В селе Рыткучи 9 марта 2009 года была установлена памятная мемориальная доска по адресу ул. Мира д.12, где проживала Клавдия Ивановна Геутваль.

### Ансамбль «Йын’эттэт»
В 1974 году Клавдия Ивановна создала в селе Рыткучи вокальный ансамбль «Йын’эттет» (чук. «Северное сияние»). Через четыре года ансамбль стал песенно-танцевальным. Коллектив собирал и обрабатывал материалы по традиционной культуре чукчей, восстанавливал старинные песни и танцы, создавал новые номера на основе собранного материала. Ансамбль выступал в Чаунском и Анадырском районе.
До 1980 году Геутваль оставалась его художественным руководителем.
Ансамбль «Йын’эттэт» продолжает свою работу по настоящее время, принимает участие к районных и окружных концертных программах.

## Фильмография
«Белый шаман» (озвучание)

## Семья
- Отец — Эттыкай.
- Муж — Пётр Петрович Вуквутагин.